# Africa Cup 2015
L’Africa Cup 2015 (in inglese 2015 Africa Cup, in francese Coupe d'Afrique 2015, in afrikaans Rugby Afrikabeker 2015) fu la 15ª edizione della Coppa d'Africa di rugby a 15; strutturata in divisioni e contesa tra 14 squadre nazionali nelle tre divisioni di merito della "Divisione 1" e 13 squadre nelle divisioni regionali della "Divisione 2", si disputò tra giugno e luglio 2015 in varie sedi a seconda della divisione.
Il titolo di Campione d'Africa è andato alla Namibia, al suo quinto successo continentale, sconfiggendo nella partita decisiva del girone disputata in Windhoek i rivali dello Zimbabwe PER 80-6.

## Divisione 1.A
| Arbitro: | Christophe Berdos |

|                           |      |                                |
| 23’ Mliss                 | mt   | 3’ Van Lill 10’, 76’ Philander |
|                           | tr   | 4’, 77’ Kotze                  |
| 15’, 47’, 49’ Chamssedine | c.p. | 57’ Kotze                      |

| Arbitro: | Stuart Berry |

|                                         |      |                                   |
| 11’ Sibanda 15’ O’Niell 70’ Chitokwindo | mt   | 19’ Ojee 35’ Mukidza 38’ Chisanga |
| 12’, 16’ Makwanya                       | tr   | 36’ Mukidza                       |
| 21’, 46’, 59’ Makwanya                  | c.p. | 51’ Mukidza                       |

| Arbitro: | Kurt Weaver |

|                                                     |      |                            |
| 8’, 59’ Mukidza 20’, 64’ Oliech 69’ Aringo 79’ Mose | mt   |                            |
| 9’, 21’, 64’, 69’, 80’ Mukidza                      | tr   |                            |
| 48’, 67’ Mukidza                                    | c.p. | 6’, 12’, 40’, 61’, ’ Eddin |
|                                                     | drop | 4’ Eddin                   |

| Arbitro: | Kurt Weaver |

|                                    |      |                |
| 26’ Chipendu                       | mt   | 42’ Mohammed   |
| 27’ Makwanya                       | tr   |                |
| 6’, 13’, 61’ Makwanya 79’ Tambwera | c.p. | 17’, ’ Khalifa |

| Arbitro: | Lesego Legoete |

|                                                                  |      |                    |
| 12’ Botha 34’ Marais 38’, 42’ De La Harpe 53’ tecnica 66’ Bothma | mt   | 79’ Ojee           |
| 13’, 45’, 43’, 67’ Kotze                                         | tr   | 80’ Mukidza        |
| 5’, 16’ Kotze                                                    | c.p. | 7’, 24’, ’ Mukidza |

| Arbitro: | Craig Joubert |

| |      |                      |
| 20’, 40’, 70’ Kitshoff 29’ Bothma 36’ Greyling 44’ Deysel 50’, 75’ Van Wyk 57’, 81’ Redelinghuys 67’ Van Lill 78’ Du Plessis | mt   |                      |
| 21’, 30’, 37’, 41’, 45’, 51’, 58’, 61’, 79’, 82’ Kotze                                                                       | tr   |                      |
| | c.p. | 15’, 27’, ’ Makwanya |

### Classifica
|  | Classifica | G | V | N | P | P+  | P-  | diff. | PT |
|  | ---------- | - | - | - | - | --- | --- | ----- | -- |
|  | Namibia    | 3 | 3 | 0 | 0 | 148 | 33  | +115  | 9  |
|  | Zimbabwe   | 3 | 2 | 0 | 1 | 53  | 108 | -55   | 6  |
|  | Kenya      | 3 | 1 | 0 | 2 | 79  | 89  | -10   | 3  |
|  | Tunisia    | 3 | 0 | 0 | 3 | 37  | 87  | -50   | 0  |

- Namibia Campione Africa Cup 2015
- Tunisia Retrocede in Divisione 1.B 2016

## Divisione 1.B
| Data      | Incontro                    | Risultato | Sede    |
| --------- | --------------------------- | --------- | ------- |
| 5 luglio  | Madagascar ― Botswana       | 36–18     | Kampala |
| 5 luglio  | Uganda ― Costa d'Avorio     | 40–11     | Kampala |
| 5 luglio  | Mauritius ― Senegal         | 3–42      | Kampala |
| 8 luglio  | Uganda ― Mauritius          | 35–11     | Kampala |
| 8 luglio  | Senegal ― Botswana          | 21–26     | Kampala |
| 8 luglio  | Costa d'Avorio ― Madagascar | 26–30     | Kampala |
| 11 luglio | Senegal ― Costa d'Avorio    | 19–22     | Kampala |
| 11 luglio | Madagascar ― Mauritius      | 33–24     | Kampala |
| 11 luglio | Uganda ― Botswana           | 59–10     | Kampala |

|  | Classifica     | G | V | N | P | PF  | PS  | diff. | BM | BS | PT |
|  | -------------- | - | - | - | - | --- | --- | ----- | -- | -- | -- |
|  | Uganda         | 3 | 3 | 0 | 0 | 134 | 32  | +102  | 3  | 0  | 15 |
|  | Madagascar     | 3 | 3 | 0 | 0 | 99  | 68  | +31   | 2  | 0  | 14 |
|  | Senegal        | 3 | 1 | 0 | 2 | 82  | 51  | +31   | 0  | 2  | 6  |
|  | Costa d'Avorio | 3 | 1 | 0 | 2 | 59  | 89  | -30   | 0  | 1  | 5  |
|  | Botswana       | 3 | 1 | 0 | 2 | 54  | 116 | -62   | 0  | 0  | 4  |
|  | Mauritius      | 3 | 0 | 0 | 3 | 38  | 110 | -72   | 0  | 0  | 0  |

- Uganda Promossa in Divisione 1.A 2016
- Mauritius Retrocede in Divisione 1.C 2016

## Divisione 1.C
Hanno rinunciato al disputare il torneo le squadre di Camerun e Marocco, sostituite dalla seconda squadra dello Zimbabwe.
| Data      | Incontro             | Risultato | Sede   |
| --------- | -------------------- | --------- | ------ |
| 21 giugno | Zambia ― Nigeria     | 15–8      | Lusaka |
| 24 giugno | Nigeria ― Zimbabwe A | 34–23     | Lusaka |
| 27 giugno | Zambia ― Zimbabwe A  | 19–12     | Lusaka |

|  | Classifica | G | V | N | P | PF | PS | diff. | BM | BS | PT |
|  | ---------- | - | - | - | - | -- | -- | ----- | -- | -- | -- |
|  | Zambia     | 2 | 2 | 0 | 0 | 34 | 20 | +14   | 0  | 0  | 8  |
|  | Nigeria    | 2 | 1 | 0 | 1 | 42 | 38 | +4    | 1  | 1  | 6  |
|  | Zimbabwe A | 2 | 0 | 0 | 2 | 35 | 53 | -18   | 0  | 1  | 1  |

- Zambia Promossa in Divisione 1.B 2016

## Divisione 2

### Nord
| Data      | Incontro             | Risultato | Sede        |
| --------- | -------------------- | --------- | ----------- |
| 24 maggio | Burkina Faso ― Benin | 67–3      | Ouagadougou |
| 24 maggio | Ghana ― Niger        | 10–31     | Ouagadougou |
| 24 maggio | Mali ― Togo          | 31–12     | Ouagadougou |
| 27 maggio | Benin ― Niger        | 5–75      | Ouagadougou |
| 27 maggio | Burkina Faso ― Togo  | 20–7      | Ouagadougou |
| 27 maggio | Ghana ― Mali         | 7–24      | Ouagadougou |
| 30 maggio | Benin ― Mali         | 5–60      | Ouagadougou |
| 30 maggio | Burkina Faso ― Ghana | 12–0      | Ouagadougou |
| 30 maggio | Niger ― Togo         | 50–15     | Ouagadougou |

|  | Classifica   | G | V | N | P | PF  | PS  | diff. | BM | BS | PT |
|  | ------------ | - | - | - | - | --- | --- | ----- | -- | -- | -- |
|  | Niger        | 3 | 3 | 0 | 0 | 156 | 30  | +126  | 3  | 0  | 15 |
|  | Mali         | 3 | 3 | 0 | 0 | 115 | 24  | +91   | 3  | 0  | 15 |
|  | Burkina Faso | 3 | 3 | 0 | 0 | 99  | 10  | +89   | 1  | 0  | 13 |
|  | Ghana        | 3 | 0 | 0 | 3 | 17  | 67  | -50   | 0  | 0  | 0  |
|  | Togo         | 3 | 0 | 0 | 3 | 34  | 101 | -67   | 0  | 0  | 0  |
|  | Benin        | 3 | 0 | 0 | 3 | 13  | 202 | -189  | 0  | 0  | 0  |

### Sud-Est
Hanno rinunciato al disputare il torneo le squadre di Rep. del Congo e Burundi.
| Data      | Incontro              | Risultato | Sede     |
| --------- | --------------------- | --------- | -------- |
| 30 giugno | RD del Congo ― Ruanda | 29–3      | Kinshasa |

### Sud
Ha rinunciato a disputare il torneo la squadra del Malawi.
| Data     | Incontro           | Risultato | Sede   |
| -------- | ------------------ | --------- | ------ |
| 4 luglio | Lesotho ― eSwatini | 13–10     | Maseru |